# لیلا یانگ
لیلا یانگ (انگلیسی: Layla Young؛ زادهٔ ۲۹ ژانویهٔ ۱۹۷۹) یک بازیکن فوتبال است.
وی سابقه بازی در تیم ملی بانوان انگلیس را دارد.